# پینا پلیسر
پینا پلیسر (اسپانیایی: Pina Pellicer‎؛ ۳ آوریل ۱۹۳۴ – ۴ دسامبر ۱۹۶۴) یک هنرپیشه اهل مکزیک بود. وی بین سال‌های ۱۹۵۹ تا ۱۹۶۴ میلادی فعالیت می‌کرد.
از فیلم‌ها یا برنامه‌های تلویزیونی که وی در آن نقش داشته است می‌توان به سربازهای یک چشم و گناه اشاره کرد.
پینا پلیسر در چهارم دسامبر سال ۱۹۶۴ پس از آنکه مقدار زیادی قرص خواب آور مصرف کرد، در خواب درگذشت. او در هنگام مرگ فقط ۳۰ سال داشت.